# Колібаші (Бузеу)
Колібаші (рум. Colibași) — село у повіті Бузеу в Румунії. Входить до складу комуни Римнічелу.
Село розташоване на відстані 132 км на північний схід від Бухареста, 35 км на північний схід від Бузеу, 70 км на захід від Галаца, 121 км на схід від Брашова.

## Населення
За даними перепису населення 2002 року у селі проживали 392 особи, усі — румуни. Усі жителі села рідною мовою назвали румунську.